# Tibério Cláudio Candido
Tibério Cláudio Candido (em latim: Tiberius Claudius Candidus; Cirta, 150-205) foi um general e político romano.